# Euagathis fuscinervis
Euagathis fuscinervis är en stekelart som beskrevs av Simbolotti och Van Achterberg 1990. Euagathis fuscinervis ingår i släktet Euagathis och familjen bracksteklar. Inga underarter finns listade i Catalogue of Life.